# Sylvère Maes
Sylvère Maes (ur. 27 sierpnia 1909 w Gistel; zm. 5 grudnia 1966 w Ostendzie) – belgijski kolarz szosowy.
Należał do belgijskiej narodowej drużyny kolarskiej lat 30. Jego wkładem w sukcesy tej drużyny były m.in. 2 zwycięstwa w Tour de France (1936 i 1939) oraz wygrana w Paryż-Roubaix (1933).

## Sylvére Maes w Tour de France
- Tour 1934: 8. miejsce (1 zwycięstwo etapowe)
- Tour 1935: 4. miejsce (1 etap)
- Tour 1936: 1. miejsce (4 etapy)
- Tour 1937: nie ukończył (1 etap)
- Tour 1938: 14. miejsce
- Tour 1939: 1. miejsce (3 etapy)

Maes wygrał ostatni Tour de France przed II wojną światową. Po wojnie uzyskał jeszcze 5. lokatę w Giro d'Italia (1947) (jako 37-latek). W 1948 roku zakończył swoją sportową karierę.